# Nigel Hitchin
Nigel James Hitchin (* 2. August 1946 in Holbrook, Derbyshire, England) ist ein englischer Mathematiker, der sich mit Differentialgeometrie, algebraischer Geometrie und mathematischer Physik beschäftigt.

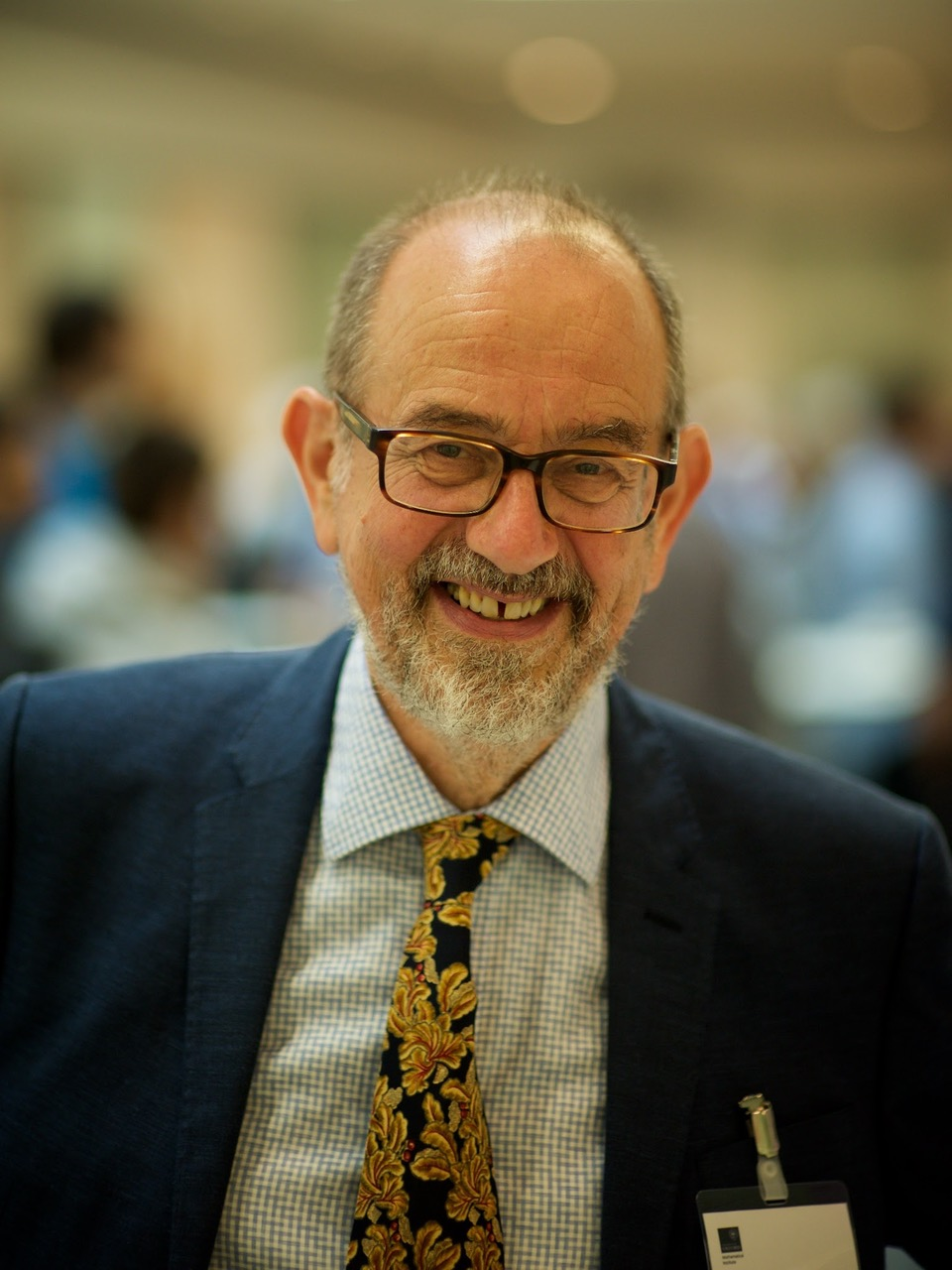
Hitchin 2016

## Leben und Wirken
Nigel Hitchin studierte ab 1965 am Jesus College in Oxford, wo er 1968 seinen Bachelor-Abschluss machte. 1969 erhielt er sein Diplom am Wolfson College der Universität Oxford, wo er 1972 bei Michael Atiyah promoviert wurde. 1971 bis 1973 war er am Institute for Advanced Study und 1973/74 am Courant Institute of Mathematical Sciences of New York University. Danach war er Research Fellow in Oxford und ab 1979 Tutor, Lecturer und Fellow des St Catherine’s College in Oxford. 1990 wurde er Professor an der University of Warwick und ab 1994 Rouse-Ball-Professor in Cambridge und Fellow des Gonville and Caius College. Seit 1997 ist er Savilian-Professor für Geometrie in Oxford (als Nachfolger von Atiyah) und Fellow des New College in Oxford.
Hitchin arbeitete beispielsweise über den Zusammenhang integrabler Systeme der mathematischen Physik mit algebraischer Geometrie, zum Beispiel in der Atiyah-Drinfeld-Hitchin-Manin-Konstruktion (ADHM-Konstruktion) von Instantonen von 1977 mit Atiyah, Yuri Manin, Vladimir Drinfeld (The construction of instantons. Physics Letters A, Bd. 65, 1978, S. 185–187).
1974 veröffentlichte er die Hitchin-Thorpe-Ungleichung zwischen Euler-Charakteristik {\displaystyle \chi (M)} und Signatur {\displaystyle \tau (M)} einer Mannigfaltigkeit {\displaystyle M}, die vierdimensionale (glatte, kompakte) Mannigfaltigkeiten erfüllen müssen, die eine Einstein-Metrik tragen: {\displaystyle \chi (M)\geq {\frac {3}{2}}|\tau (M)|,} Im Fall der Gleichheit zeigte er, dass {\displaystyle M} ein flacher Torus, eine Calabi-Yau-Mannigfaltigkeit oder ein Quotient aus beiden sein muss.
1998 wurde er Ehren-Fellow des Jesus College in Oxford. 1991 wurde er in die Royal Society gewählt, die ihn 2000 mit der Sylvester-Medaille auszeichnete. 1994 bis 1996 war er Präsident der London Mathematical Society, von der er 1981 den Whitehead-Preis, 1990 den Senior-Berwick-Preis und 2002 den Pólya-Preis erhielt. 2016 wurde ihm der Shaw Prize zugesprochen. Seit 1993 ist er Mitglied der Academia Europaea.
Nigel Hitchin ist Herausgeber der Fachzeitschrift Mathematische Annalen.
Zu seinen Studenten zählen Simon Donaldson (den er mit Atiyah betreute), Jacques Hurtubise und Simon Salamon.

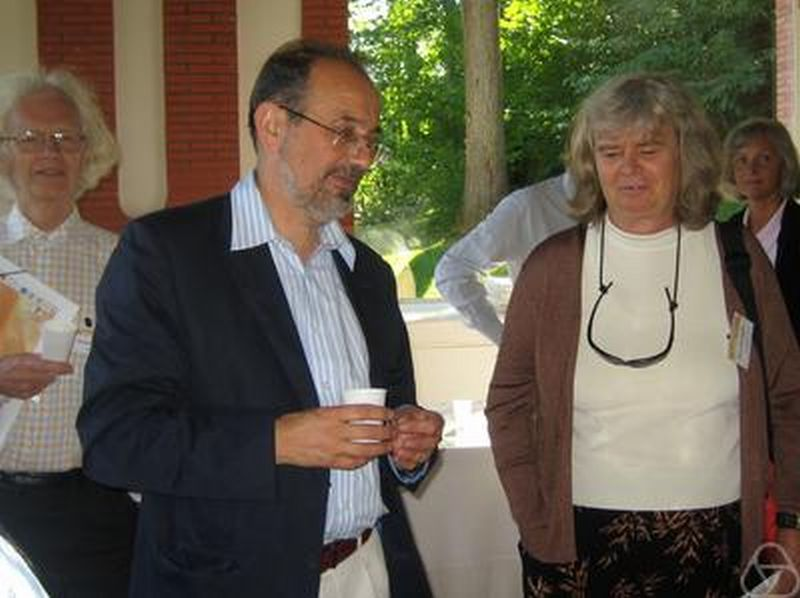
Hitchin (Mitte) mit Karen Uhlenbeck (rechts) am IHES 2007

1983 war er Invited Speaker auf dem Internationalen Mathematikerkongress in Warschau (The geometry of monopoles). 2018 war er im Preiskomitee der Fields-Medaille. 2025 erhielt er die De-Morgan-Medaille der London Mathematical Society.

## Schriften
- Monopoles, minimal surfaces and algebraic curves. Montreal 1987.
- mit Graeme Segal, Richard S. Ward: Integrable systems: Twistors, Loop Groups and Riemann surfaces. Oxford 1999.
- Global Differential geometry, in Björn Engquist, Wilfried Schmid (Herausgeber) Mathematics unlimited, Springer 2001